# Вяльчинов, Дмитрий Анатольевич
Дми́трий Анато́льевич Вяльчи́нов (21 августа 1986, Волжский) — российский футболист, вратарь; тренер.

## Карьера
Воспитанник волжского футбола и волгоградского спортинтерната. На профессиональном уровне начал выступать в 2007 году в составе волжской «Энергии», затем играл за «Зенит» (Пенза) и «Русичи» (Орёл).
В 2011 году выступал за эстонскую «Нарву-Транс» в чемпионате Эстонии и в Лиге Европы.
Вернувшись в Россию, выступал в Профессиональной футбольной лиге (зона «Запад») за ФСК «Долгопрудный» и «Химки». В сезоне 2015/16 играл в первенстве Крыма за «Рубин» (Ялта). С 2016 года выступает за «Динамо» (Ставрополь).